# Fenestrulina eopacifica
Fenestrulina eopacifica är en mossdjursart som först beskrevs av Soule, Soule och Chaney 1995.  Fenestrulina eopacifica ingår i släktet Fenestrulina och familjen Microporellidae. Inga underarter finns listade i Catalogue of Life.